# Friedhof Schöneberg III

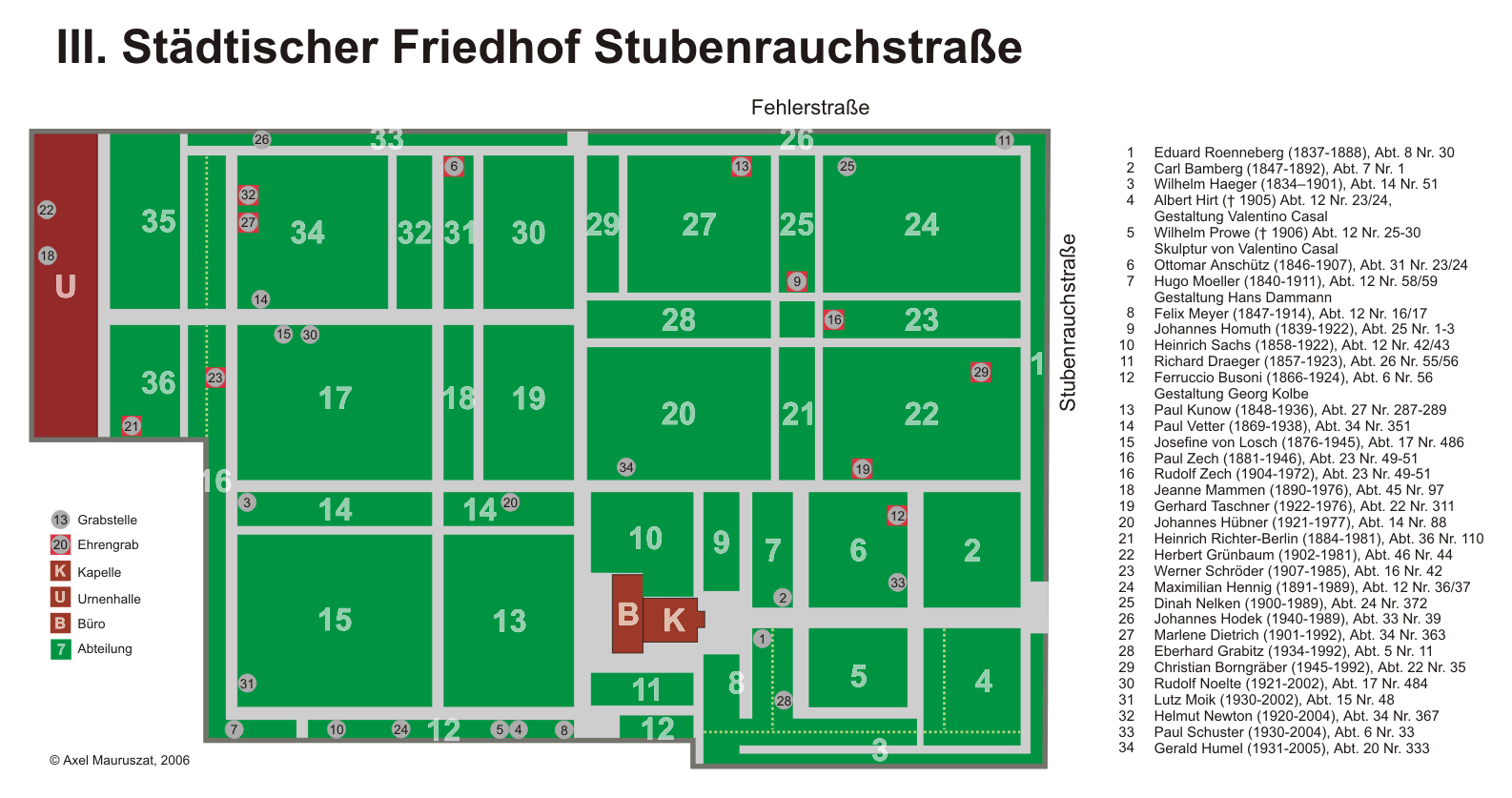

O Friedhof Schöneberg III, também conhecido como Friedhof Stubenrauchstraße, é um cemitério estatal de Berlim. Está localizado na Stubenrauchstraße 43–45 em Tempelhof-Schöneberg, Berlim. Inaugurado em 1881 com a denominação Begräbnisplatz der Gemeinde Friedenau.

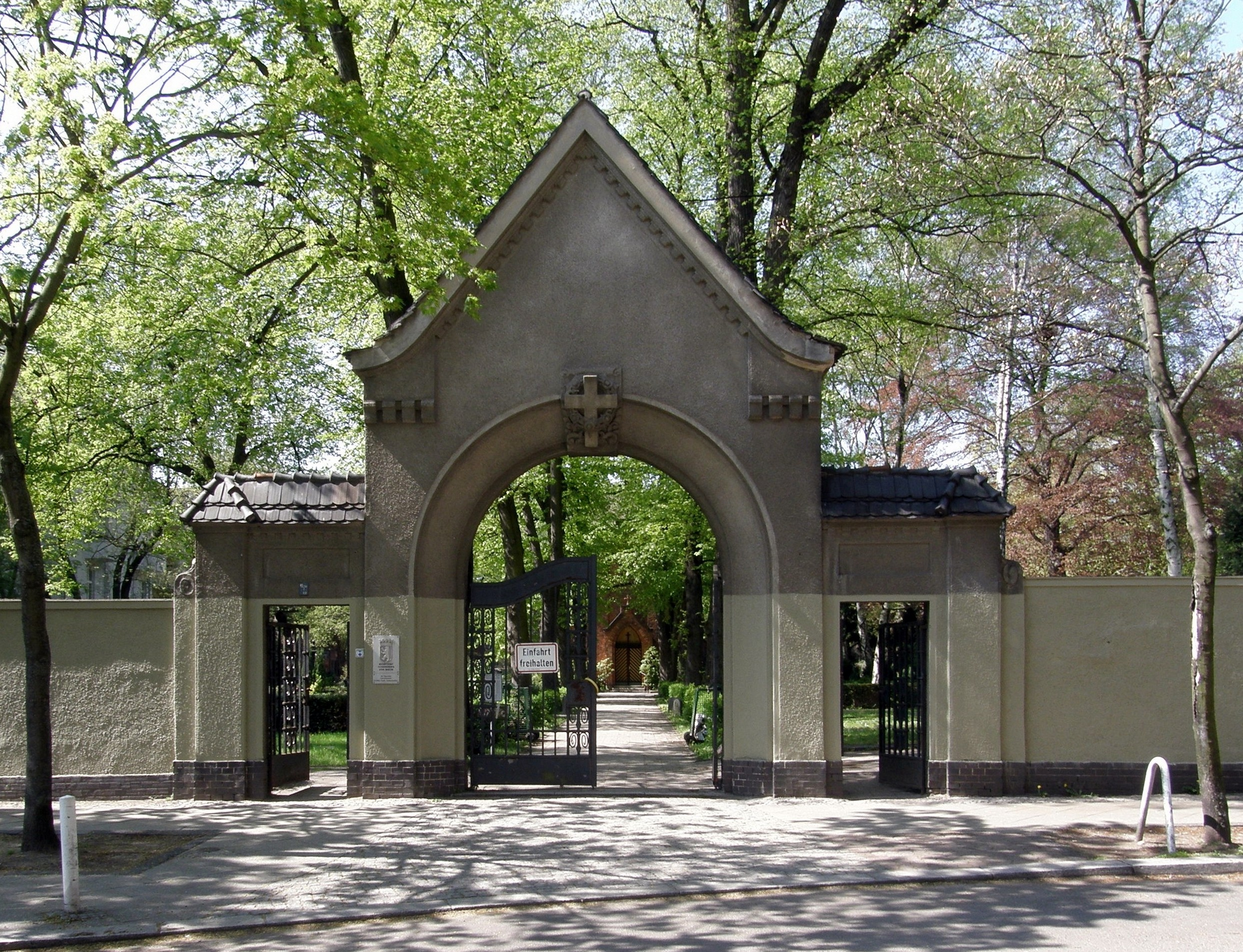
Portal de entrada

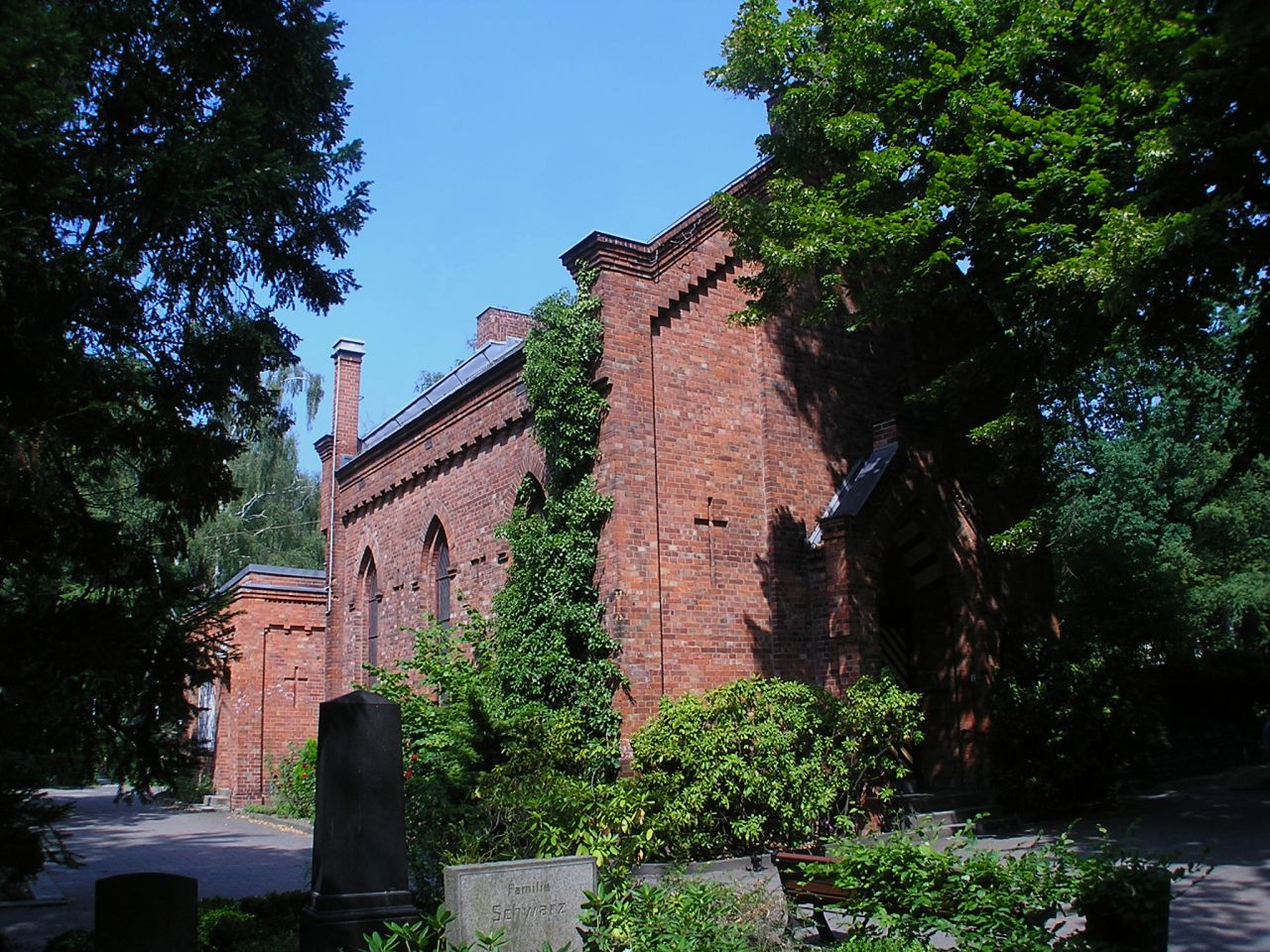
Capela do cemitério

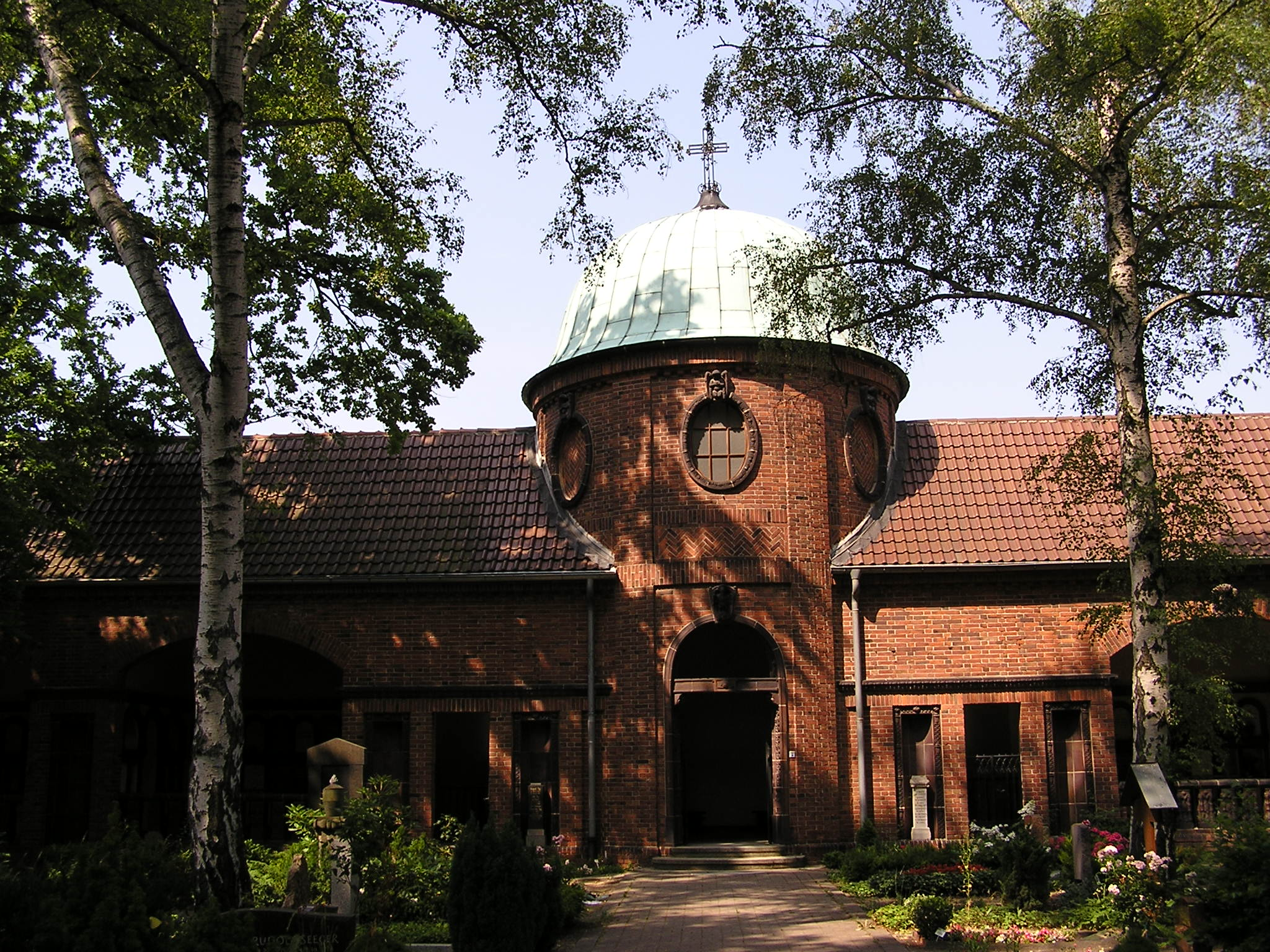
Área central do pavilhão de urnas

## Personalidades sepultadas

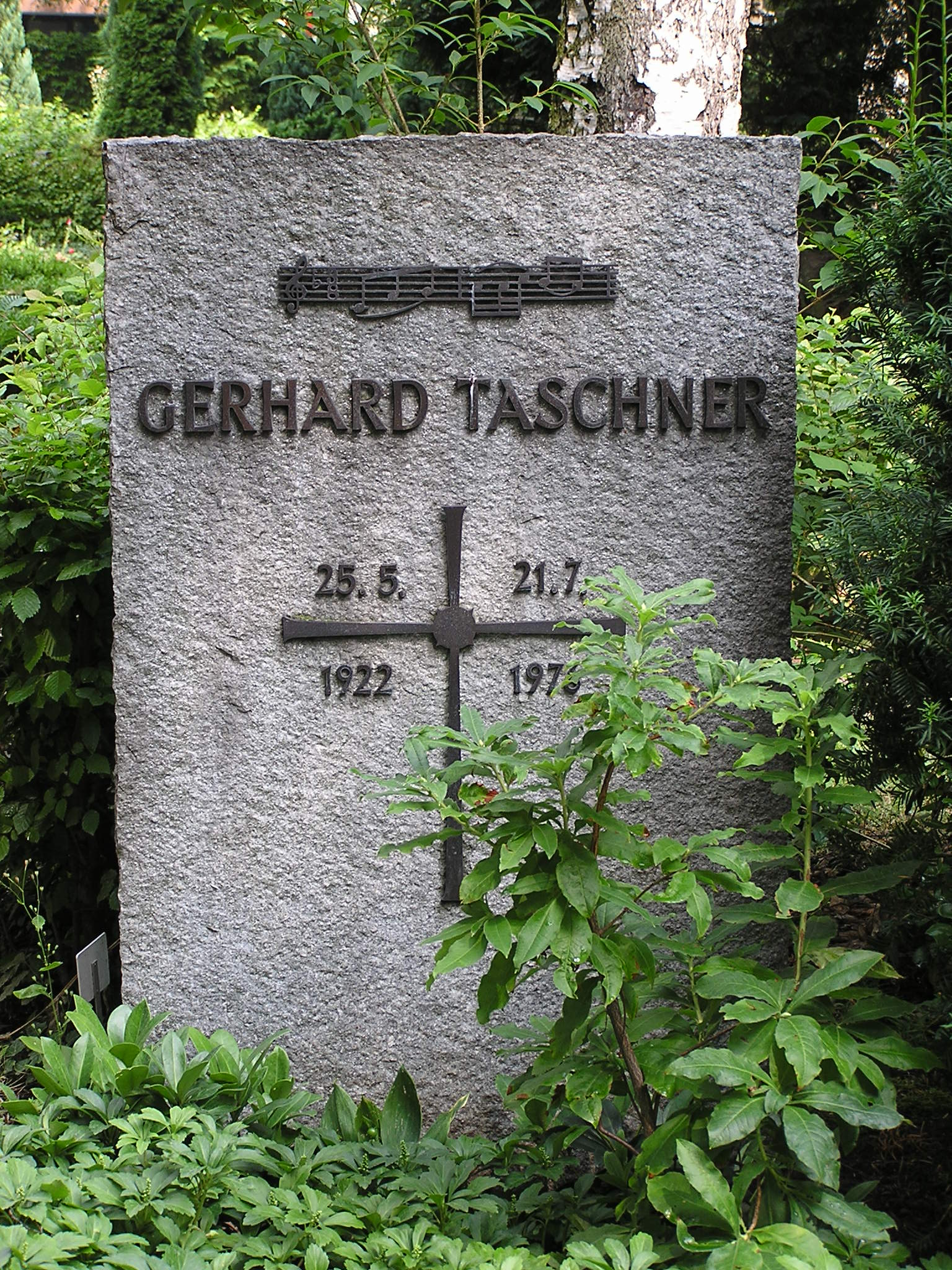
Pedra sepulcral de Gerhard Taschner

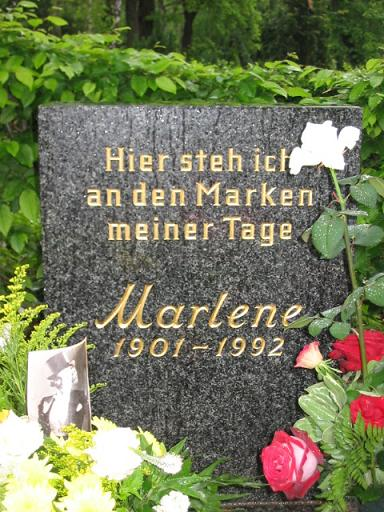
Ehrengrab de Marlene Dietrich

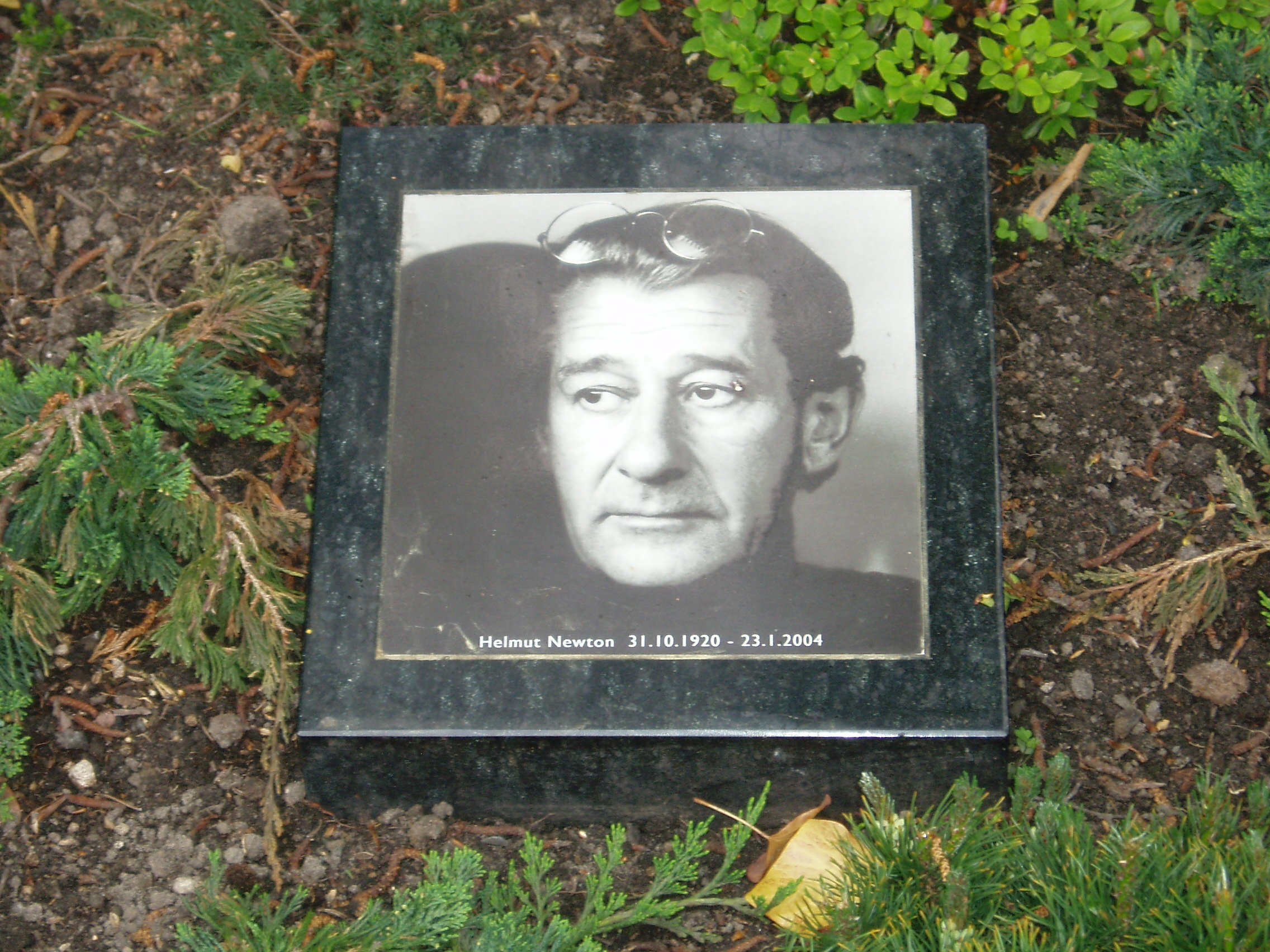
Pedra sepulcral de Helmut Newton

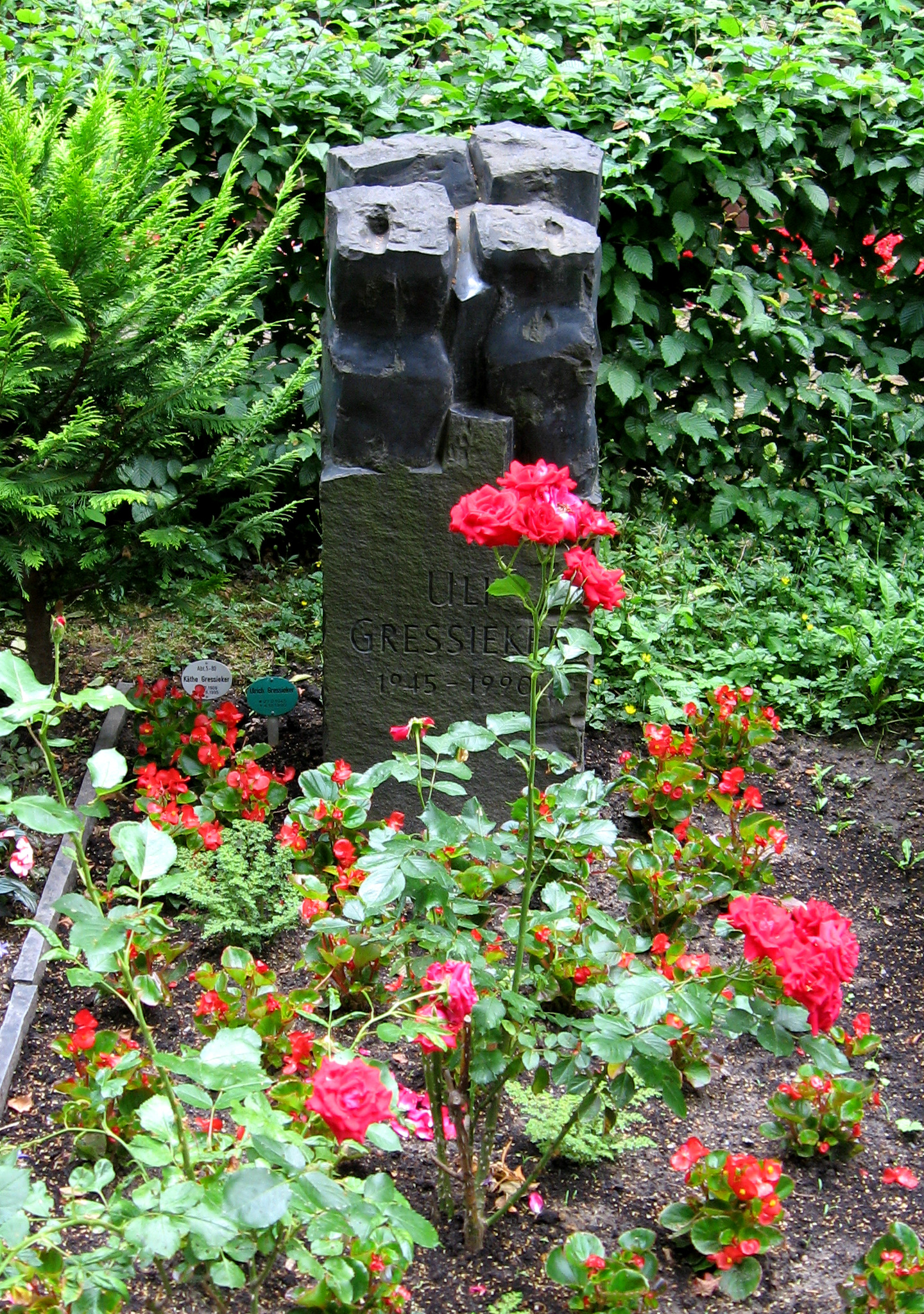
Sepultura de Ulrich Gressieker

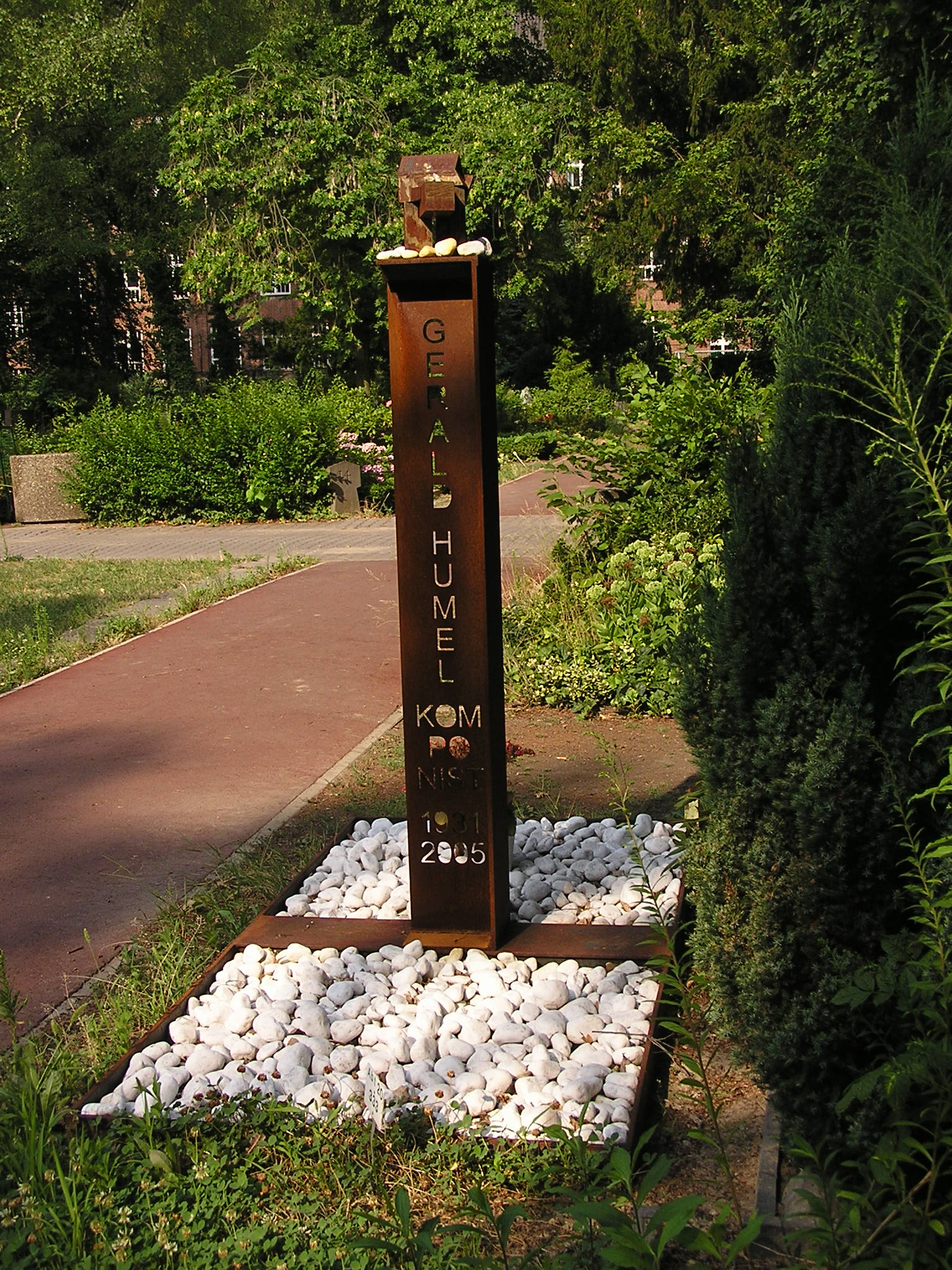
Por Georg Seibert modernizada sepultura do compositor Gerald Humel

(* = Ehrengrab de Berlim, ° = antiga Ehrengrab de Berlim)
- Emil Hallatz (1837–1888), pintor[3]
- Paulus Stephanus Cassel (1821–1892), teólogo e escritor
- Carl Bamberg (1847–1892), mecânico e óptico[4]
- Hermann Hähnel (1830–1894), mestre construtor[5]
- Georg Roenneberg (1834–1895), político comunal[6]
- Wilhelm Haeger (1834–1901), arquiteto[7]
- Adolf Fehler (1828–1903), político comunal em Friedenau[8]
- Robert Lefèvre (1843–1905), político comunal[9]
- Adolf Rosenberg (1850–1906), historiador da arte e publicista
- Ottomar Anschütz° (1846–1907), inventor da fotografia em movimento[10]
- Julius Straube (1832–1913), cartógrafo, editor[11]
- Felix Meyer (1847–1914), Geiger und Königlicher Kammervirtuose[12]
- Otto Sarrazin (1842–1921), engenheiro civil[13]
- Johannes Homuth* (1839–1922), político[14]
- Ferruccio Busoni* (1866–1924), pianista, compositor, Dirigent und Musikpädagoge[15]
- Maximilian Reichel (1856–1924), Leiter der Berliner Feuerwehr (Grab 2000 abgelaufen)
- Otto Wenzel (1840–1929), jornalista[16]
- Paul Kunow* (1848–1936), arquiteto, político[9]
- Hans Kyser (1882–1940), escritor[9]
- Otto Günther-Naumburg (1856–1941), pintor rústico, Hochschullehrer[17]
- Alexander Dominicus (1873–1945), político
- Paul Zech* (1881–1946), poeta e escritor[18]
- Paul Roeder (1901–1962), compositor
- Paul Westermeier (1892–1972), ator[19]
- Rudolf Zech* (1904–1972), pintor, gráfico e editor[20]
- Hans Halden (1888–1973), escritor[3]
- Jeanne Mammen (1890–1976), pintora[21]
- Gerhard Taschner° (1922–1976), Konzertmeister der Berliner Philharmoniker[22]
- Johannes Hübner (1921–1977), Lyriker und Kabarettist[23]
- Anton Moortgat (1897–1977), arqueólogo
- Heinrich Richter-Berlin° (1884–1981), pintor[24]
- Herbert Grünbaum (1902–1981), ator[25]
- Gerda Rotermund (1902–1982), pintora[26]
- Werner Schröder° (1907–1985), Zoologe und Aquariumsdirektor[27]
- Horst Gentzen (1930–1985), ator e dublador[28]
- Georg Frietzsche (1903–1986), pintor[29]
- Gerhard Moll (1920–1986), pintor[30]
- Dinah Nelken (1900–1989), escritora[31]
- Ulrich Gressieker (1945–1990), ator e dublador[32]
- Marlene Dietrich* (1901–1992), atriz, Ehrenbürgerin Berlins[33]
- Christian Borngräber* (1945–1992), teórico do projeto e historiador da arquitetura[34]
- Wolfgang Max Faust (1944–1993), teórico e crítico de arte[35]
- Hildegard Adolphi (1919–1994), atriz e dançarina
- Otto Drengwitz (1906–1997), escultor[36]
- Kat Kampmann (1908–1997), intora[37]
- Eike Geisel (1945–1997), Journalist und Essayist
- Detlev Meyer (1948–1999), escritor
- Rudolf Noelte (1921–2002), ator, Theater- und Opernregisseur[38]
- Lutz Moik (1930–2002), ator[39]
- Helmut Newton* (1920–2004), fotógrafo[40]
- Paul Schuster (1930–2004), escritor[41]
- Gerson Fehrenbach (1932–2004), escultor[42]
- Hans-Joachim Grubel (1944–2004), ator[43]
- Paul Schuster (1930–2004), escritor e Schreiblehrer[41]
- Gerald Humel (1931–2005), compositor[44]
- Heinrich Leopold (1937–2005), jurista e escritor
- Heinz Ohff (1922–2006), escritor e crítico de arte
- Oskar Pastior (1927–2006), escritor
- Gerhart Bergmann (1922–2007), pintor
- Alexander Gordan (1926–2008) pseudônimo do compositor Joachim Goroncy
- Max-Moshe Jacoby (1919–2009), fotógrafo
- Leonhard Oesterle (1915–2009), escultor
- Helma Fehrmann (1944–2010), criadora de teatro
- Kurt Bartsch (1937–2010), escritor
- Richard Anders (1928–2012), escritor
- Karl Günter Simon (1933–2013), escritor
- Karl Heinz Henssel (1917–2014), editor
- Karen Greve (1942–2014), política
- Horst Bollmann (1925–2014), ator
- Jürgen Sawade (1937–2015), arquiteto[45]
- Norbert Kapferer (1948–2018), Philosophiehistoriker und Politikwissenschaftler[46]
- Helmut Lippelt (1932–2018), Mitbegründer der Grünen[47]
- Ursula Ziebarth (1921–2018), escritora[48][49]
- Reinhard Rürup (1934–2018), Historiker[50][51]
- Inge Sievers (1941–2018), atriz e Autorin
- Horst Bosetzky, Pseudonym: -ky (1938–2018), escritor e Soziologe[52]
- Dietmar Lemcke (1930–2020), pintor und Hochschullehrer an der UdK Berlin

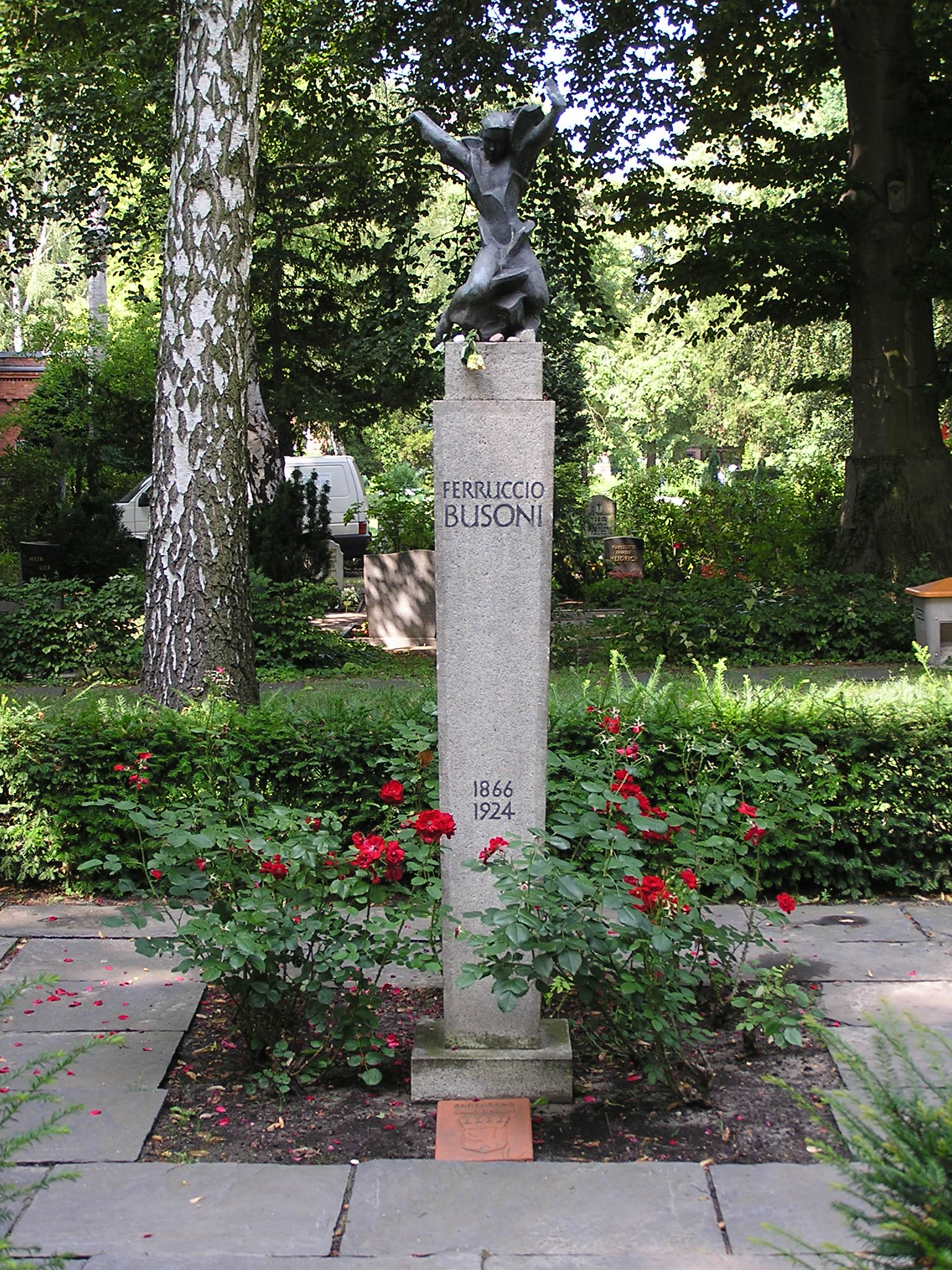
Por Georg Kolbe sepultura de Ferruccio Busoni